# Ираклије, Павлин и Венедим
Свети мученици Ираклије, Павлин и Венедим су хришћански светитељи. По пореклу су били Атињани. Пострадали су за хришћанство за време владавине цара у време Деција Трајана. Спаљени су у пећи.
Српска православна црква слави их 18. маја по црквеном, а 31. маја по грегоријанском календару.